# Dick Stins
Dirk (Dick) Stins (Amsterdam, 30 augustus 1914 – Amsterdam, 8 juni 1984) was een Nederlandse beeldhouwer.

## Leven en werk

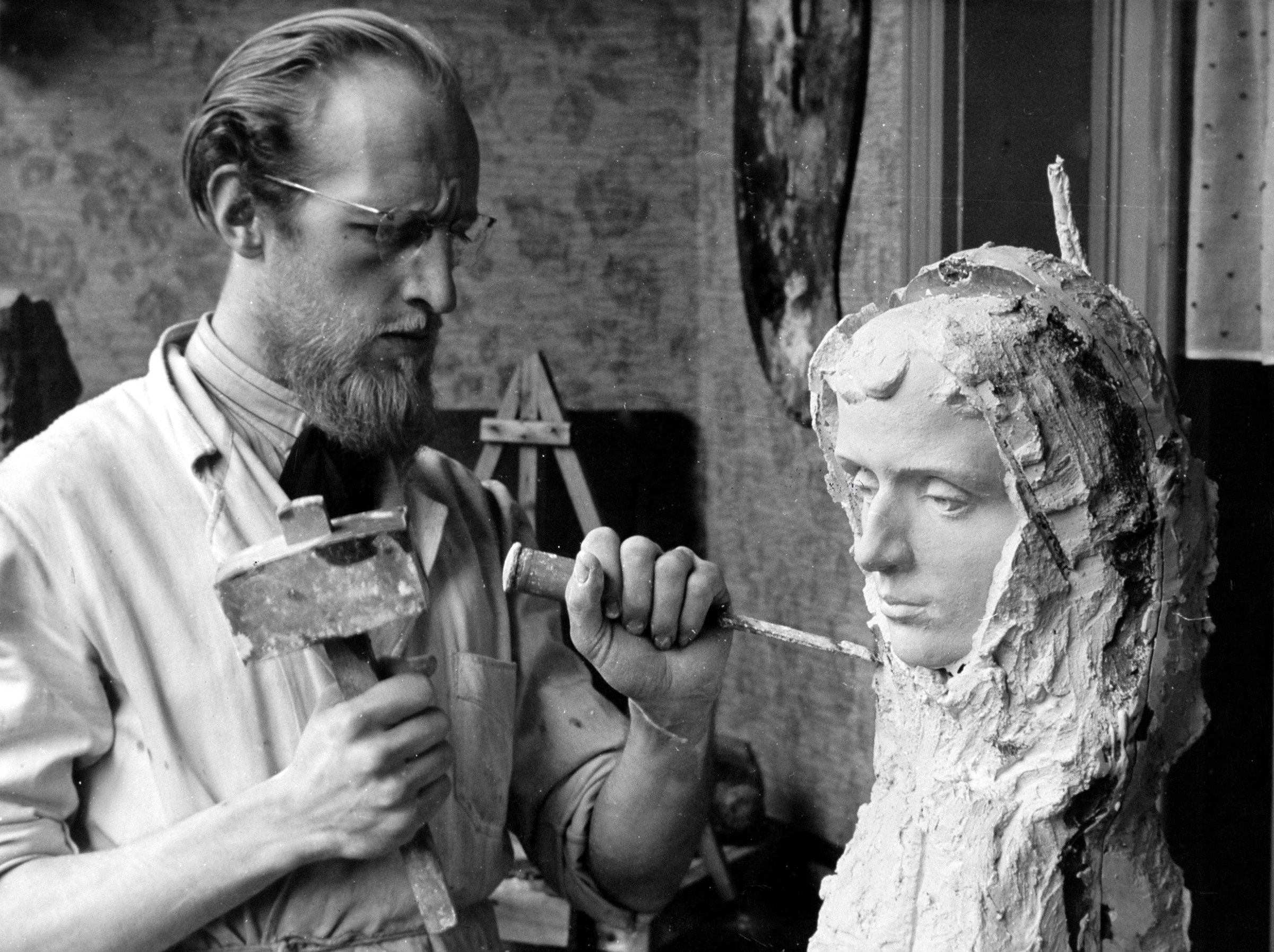
Dick Stins (1942)

Stins studeerde te Parijs en was daarnaast een leerling van Cephas Stauthamer. Hij was lid van de Amsterdamse kunstenaarsvereniging Arti et Amicitiae.

## Werken (selectie)
- 1948 Adelaar, monument voor gevallen vliegers[2] - Vliegbasis Soesterberg in Soesterberg
- 1958 Mercurius, Hilversum[3]
- 1961 De Waalpalen, Amsterdam (sinds 1976 in Hoogezand)
- 1964 John F. Kennedy, Beverwijk
- 1967 Monument Jan Dellaert, Schiphol-Oost
- 1967 "Gedenk wat Amelek u gedaan heeft... vergeet het niet", in de Jodenbuurt, Den Haag. Het reliëf is in 2018 opgenomen in het Joods monument op het Rabbijn Maarsenplein.
- 1971 Icarus, Hilversum[4]
- ? Lezende jongen, Amstelveen

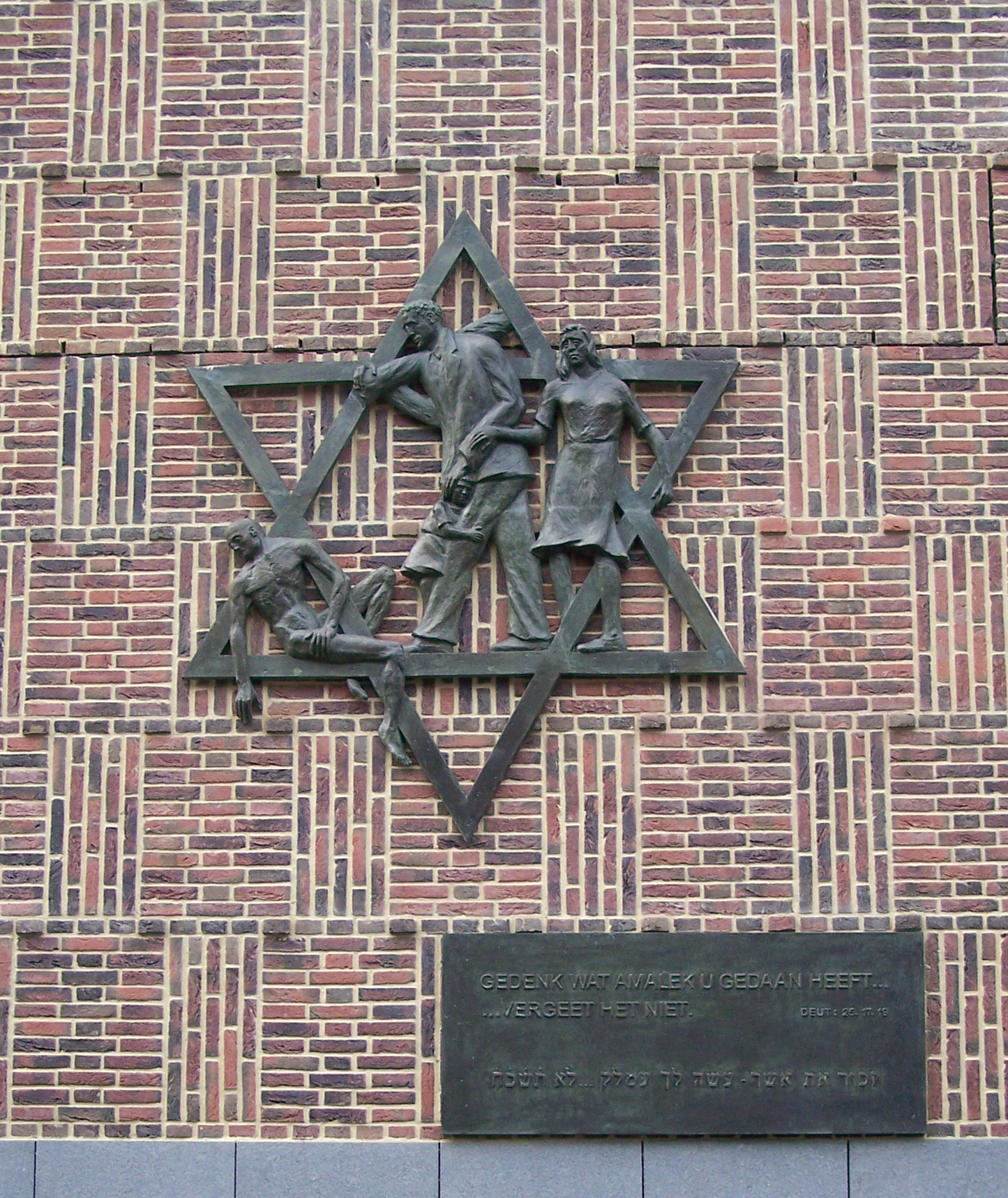
"Gedenk wat Amalek u gedaan heeft... vergeet het niet" (1967)
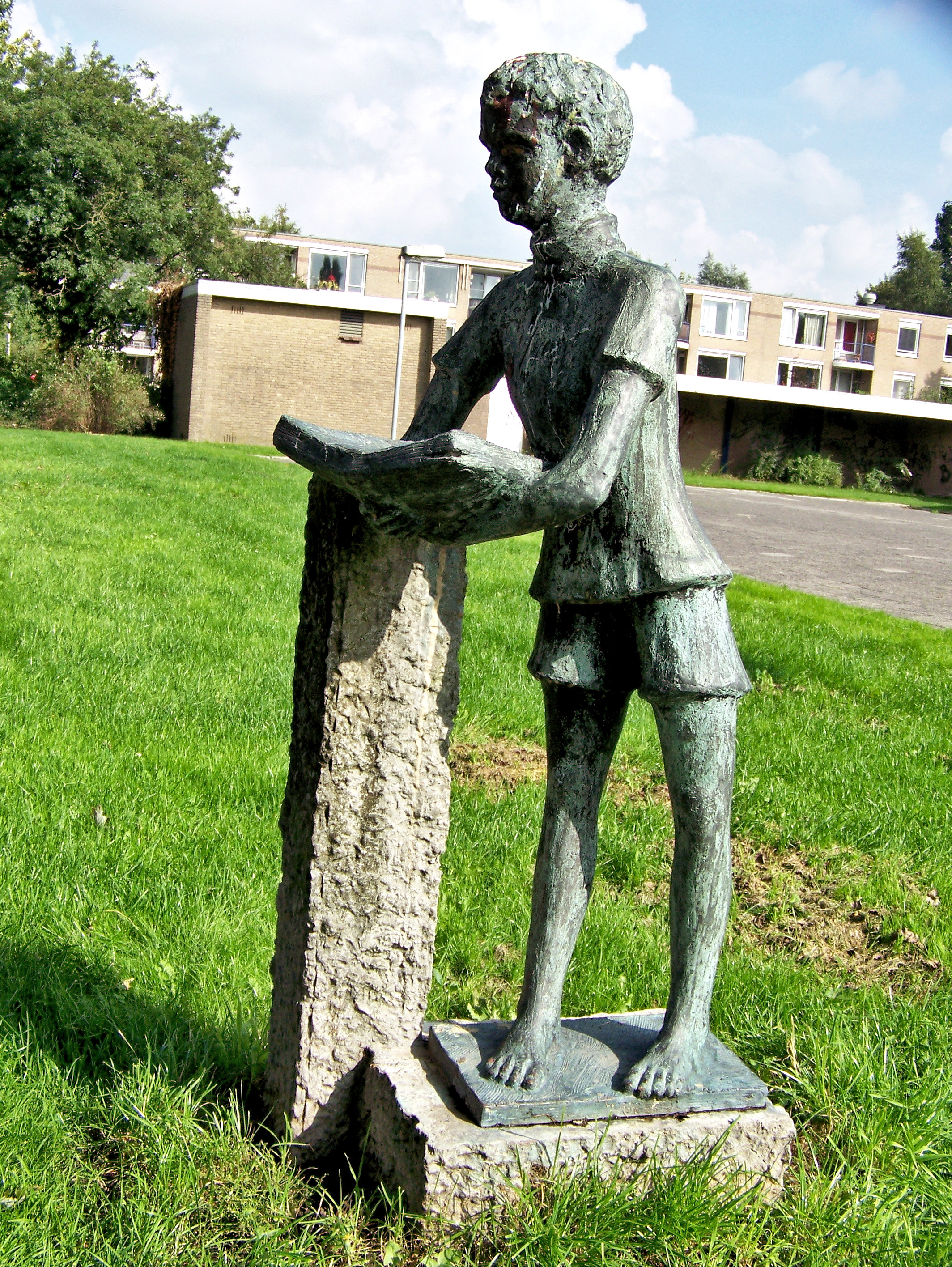
Lezende jongen